# Оутфілд (Орегон)
Оутфілд (англ. Oatfield) — переписна місцевість (CDP) в США, в окрузі Клакамас штату Орегон. Населення — 13 977 осіб (2020).

## Географія
Оутфілд розташований за координатами 45°24′43″ пн. ш. 122°35′37″ зх. д. / 45.41194° пн. ш. 122.59361° зх. д. (45.412074, -122.593632).  За даними Бюро перепису населення США в 2010 році переписна місцевість мала площу 8,80 км², з яких 8,79 км² — суходіл та 0,00 км² — водойми.

## Демографія
Згідно з переписом 2010 року, у переписній місцевості мешкало 13 415 осіб у 5275 домогосподарствах у складі 3761 родини. Густота населення становила 1525 осіб/км².  Було 5451 помешкання (620/км²).
Расовий склад населення:
| - 89,5 % — білих - 3,2 % — азіатів - 0,9 % — корінних американців - 0,8 % — чорних або афроамериканців - 0,1 % — вихідців з тихоокеанських островів - 2,0 % — осіб інших рас |

До двох чи більше рас належало 3,4 %. Частка іспаномовних становила 6,5 % від усіх жителів.
За віковим діапазоном населення розподілялося таким чином: 20,5 % — особи молодші 18 років, 61,1 % — особи у віці 18—64 років, 18,4 % — особи у віці 65 років та старші. Медіана віку мешканця становила 45,7 року. На 100 осіб жіночої статі у переписній місцевості припадало 93,6 чоловіків;  на 100 жінок у віці від 18 років та старших — 90,8 чоловіків також старших 18 років.
Середній дохід на одне домашнє господарство  становив 80 789 доларів США (медіана — 69 744), а середній дохід на одну сім'ю — 90 661 долар (медіана — 79 856). Медіана доходів становила 55 659 доларів для чоловіків та 41 580 доларів для жінок. За межею бідності перебувало 9,2 % осіб, у тому числі 10,0 % дітей у віці до 18 років та 9,0 % осіб у віці 65 років та старших.
Цивільне працевлаштоване населення становило 6625 осіб. Основні галузі зайнятості: освіта, охорона здоров'я та соціальна допомога — 19,8 %, науковці, спеціалісти, менеджери — 13,6 %, виробництво — 12,4 %.